# Istanbulkanaal

Geplande ligging van het Istanbulkanaal

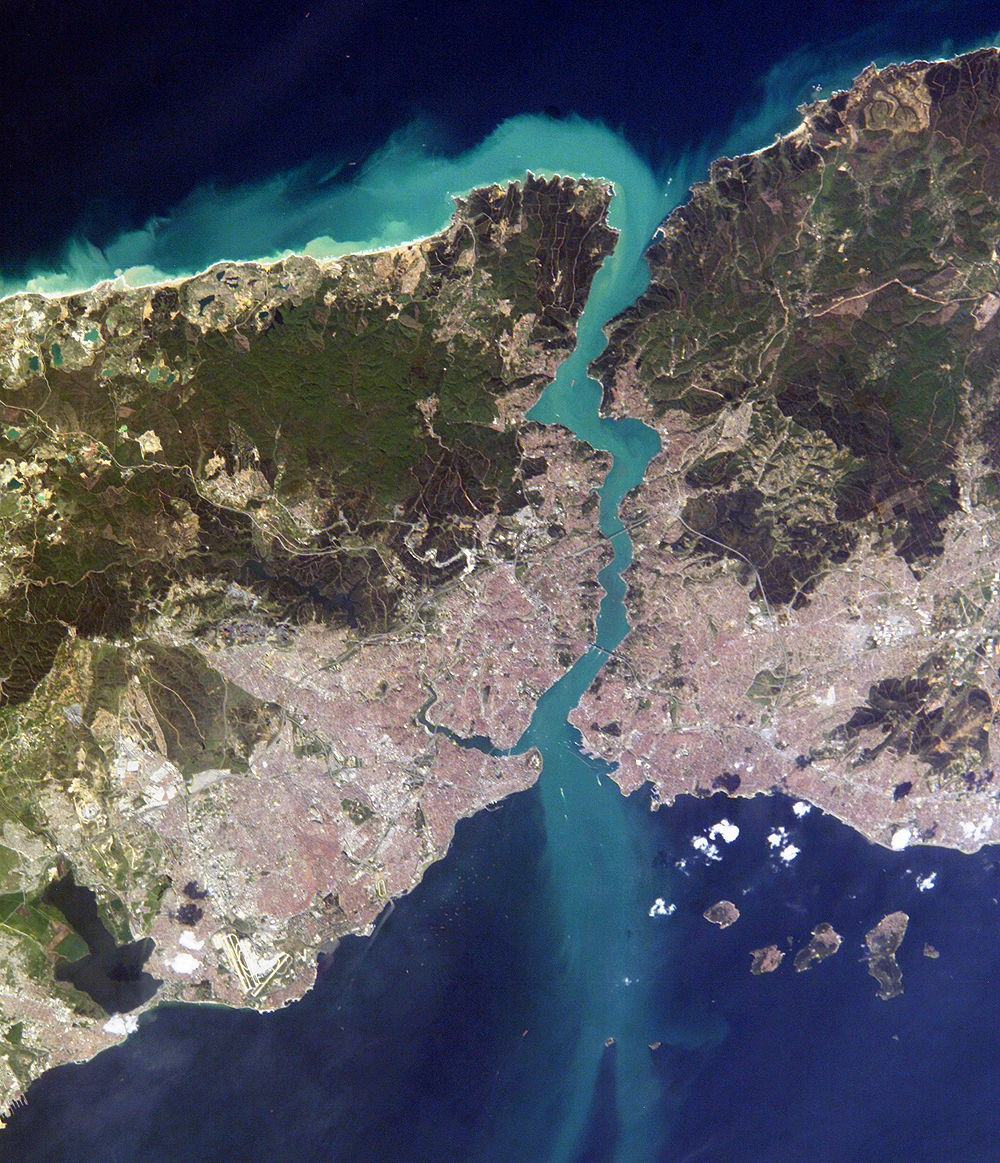
Istanbulkanaal zal ten westen van de zeestraat Bosporus liggen

Het Istanbulkanaal (Turks: Kanal İstanbul) is de naam van een kanaal waarvan de aanleg wordt voorbereid, door het Europees, westelijk deel van de provincie Istanbul. Het moet een tweede verbinding creëren tussen de Zee van Marmara en de Zwarte Zee ter ontlasting van de Bosporus.
De Turkse metropool Istanbul krijgt een kanaal om de zeeën ten zuiden en noorden van de stad te verbinden. Daarmee moet de Bosporus, de huidige, natuurlijke verbinding tussen de Zee van Marmara in het zuiden en de Zwarte Zee in het noorden, worden ontlast. Dat heeft de Turkse toenmalige premier Recep Tayyip Erdogan aangekondigd tijdens een persconferentie op 27 april 2011.
Het kanaal krijgt een lengte van bijna 50 kilometer, wordt aan de oppervlakte 150 meter breed en aan de basis 120 meter breed en 25 meter diep, en komt ten westen van de miljoenenstad te liggen. De eerste studies begonnen reeds in 2009 en werden na de verkiezingen van 2011 in april 2012 afgerond. Het bouwbesluit werd vervolgens genomen, en de eerste bouwactiviteiten met nieuwe wegenwerken en de bouw van bruggen vonden plaats in april 2013. De eerste plannen voorzagen dat de aanleg van het kanaal voor 2023 voltooid moest worden, het jaar dat de republiek Turkije haar honderdjarig bestaan viert. Deze timing is evenwel al lang achterhaald.
De eerste weggegraven grond werd gebruikt om de grondwerken bij de bouw van Istanbul Airport, waar de open putten van oude mijnen ontgonnen in dagbouw ermee gevuld werden. Toekomstige grondwerken zouden grond leveren voor de creatie van kunstmatige eilanden in de Zwarte Zee voor de noordelijke kanaalmond.
De Bosporus is de drukste zeestraat ter wereld met jaarlijks zo’n 50.000 passages. De wachttijd voor schepen om door de Bosporus te varen, kan oplopen tot weken: de zeestraat is smal en om veiligheidsredenen is er nooit tweerichtingsverkeer. De nieuwe vaargeul zou dagelijks 160 schepen kunnen verwerken, dus in vergelijking met het verkeer door de Bosporus ruim vijfduizend meer per jaar. In januari 2018 kondigde de Turkse premier Binali Yıldırım effectief aan dat het Istanbulkanaal niet onder het verdrag van Montreux zou vallen. Dit betekent onder meer dat voor het kanaal tol kan worden geheven, anders dan voor de Bosporus. Verder zou Turkije via het kanaal militaire schepen van landen niet zijnde een kuststaat van de Zwarte Zee toegang kunnen verschaffen tot de Zwarte Zee, wat het verdrag voor toegang via de Bosporus sterk beperkt.